# رویاپردازان ارتش
«خیالبافان ارتش» (به انگلیسی: Army Dreamers) تک‌آهنگی از کیت بوش خواننده-ترانه‌سرای اهل بریتانیا است که در سال ۱۹۸۰ میلادی منتشر شد. این تک‌آهنگ در آلبوم هرگز تا ابد قرار داشت.